# Une charogne est née
Pour plus de détails, voir Fiche technique et Distribution.
Une charogne est née (Carogne si nasce) est un western spaghetti italien sorti en 1968, réalisé par Alfonso Brescia sous le pseudo d'Al Bradley.

## Synopsis
Dans une petite ville du Texas, un groupe d'éleveurs, principaux actionnaires de la banque locale, empêche les cultivateurs d'emprunter, et les maltraite. Le vice-procureur de district Grant enquête sur l'affaire, et au même moment, un mystérieux tueur surnommé Le mulet arrive dans la ville.

## Fiche technique
- Titre français : Une charogne est née ou Lynching[1]
- Titre original italien : Carogne si nasce
- Réalisation : Alfonso Brescia
- Scénario : Augusto Finocchi, Aldo Lado
- Genre : western spaghetti
- Musique : Lallo Gori
- Production : Alberto Silvestri pour Pegaso Cinematografica, Silpal
- Photographie : Fausto Rossi
- Format d'image : 2.35:1
- Montage : Edmondo Lozzi
- Durée : 87 min
- Décors : Cesare Monello
- Costumes : Giacomo Calò Carducci
- Maquillage : Andrea Riva
- Pays de production :  Italie
- Langue originale : italien
- Dates de sortie : 
  - Italie : 1968
  - France : 1971 (inédit à Paris, distribué en Province)[1]

## Distribution
- Glenn Saxson : Grant, en réalité Clem Harrison
- Gordon Mitchell : Donkey "le mulet", en réalité Arthur Ballantine
- Renato Baldini (sous le pseudo de King Mac Queen) : Johnson, le maire
- Philippe Hersent : Norton Carradine, dit 'Mezzobraccio'
- Nello Pazzafini : Alan Adams
- John Bartha : Tex Thomas
- Ferruccio Viotti : docteur Logan
- Mirella Pompili
- Evar Maran : Frank Ryan
- Antonio Monselesan
- Spartaco Conversi : shérif Brown
- Mavi Bardanzellu : Katie Simpson
- Edgardo Siroli : Billy Ryan
- Fortunato Arena
- Lucio Rosato : Bishop
- Edmea Lisi